# Belejring af Melilla
Belejringen af Melilla i 1774 var et mislykket forsøg på at erobre den spanske enklave Melilla af Alawid- sultanen fra Marokko Muhammad III og hans engelske allierede. Byen blev omringet og belejret i 1774 af en stor hær af sultanen og mange algeriske lejesoldater. Byen blev forsvaret af en garnison under kommando af ireren Juan Sherlocke . Belejringen blev brudt af en spansk nødhjælpsflåde.

## Kamp
Med løftet om engelsk militær og økonomisk hjælp til en krig mod Spanien rejste Sultan Muhammad ibn Abd Allah en hær på 40.000 mand udstyret med magtfuldt artilleri og begyndte at bombardere byen i 1774. De spanske tropper modstod belejringen i over 100 dage, hvor der blev affyret over 12.000 kanonskud mod byen. I samme periode gjorde en lille garnison ledet af Florencio Moreno modstand mod en anden hær sendt af sultanen til Peñón de Vélez de la Gomera .
I 1775 blev et engelsk skib med krigsmateriel på vej mod Melilla opsnappet af den spanske flåde, en spansk flåde som så nåede byen; samtidig begyndte osmannerne i Algier-regentskabet at invadere Marokkos østlige grænser og de algeriske lejesoldater deserterede, så Sherlocke begyndte at bryde belejringen, som endelig sluttede i marts 1775. Slutningen af belejringen huskes af spanierne som "Nuestra Señora de la Victoria".
Med freden i Aranjuez i 1780 anerkendte Marokko spansk suverænitet over Melilla i bytte for nogle territoriale indrømmelser.